# The Final Sign of Evil
The Final Sign of Evil es el duodécimo álbum de la banda alemana de thrash metal Sodom. Es el primero en incluir la formación original de Sodom desde 1985. El álbum contiene versiones regrabadas de canciones del álbum In the Sign of Evil, así como siete canciones que fueron escritas originalmente para dicho álbum que finalmente nunca fueron grabadas debido a la incapacidad de la discográfica para pagar por el tiempo de estudio; por tal motivo, In the Sign of Evil fue publicado como un EP en lugar de un LP de larga duración.

## Lista de canciones
1. «The Sin of Sodom» – 5:41
2. «Blasphemer» – 3:20
3. «Bloody Corpse» – 3:56
4. «Witching Metal» – 3:38
5. «Sons of Hell» – 4:22
6. «Burst Command 'til War» – 2:29
7. «Where Angels Die» – 4:47
8. «Sepulchral Voice» – 4:36
9. «Hatred of the Gods» – 3:14
10. «Ashes to Ashes» – 4:22
11. «Outbreak of Evil» – 5:26
12. «Defloration» – 3:52

## Personal
- Tom Angelripper - voz, bajo.
- Grave Violator (Josef Peppi Dominic) - guitarra.
- Chris Witchhunter (Christian Dudeck) - batería.